# Anzia entingiana
Anzia entingiana är en lavart som beskrevs av Elix. Anzia entingiana ingår i släktet Anzia och familjen Parmeliaceae.   Inga underarter finns listade i Catalogue of Life.